# 716e division d'infanterie (Allemagne)
La 716e division d'infanterie (en allemand : 716. Infanterie-Division ou 716. ID) était une division d'infanterie de l'Armée allemande (Wehrmacht) pendant la Seconde Guerre mondiale.
Elle était déployée sur tout le littoral du Bessin le Jour J, 6 juin 1944 début de la bataille de Normandie.

## Création de la716edivisiond'infanterie
La division est levée le 2 mai 1941 1941 dans la Wehrkreis VI en tant qu'élément de la 15. Welle (15e vague de mobilisation).
Elle est placée sous l'autorité de la 15e armée jusqu'en juin 1942.
L'unité est alors envoyée dans le secteur de Caen, rattachée à la 7e armée allemande.
Elle y restera stationnée jusqu'au 6 juin 1944. Le siège de l'État-major est basé dans la Villa Baumier.
L'unité avait un statut de division statique, du fait de l'intégration de ses moyens lourds dans des blockhaus du mur de l'Atlantique (encuvements ou casemates), et par le fait que ses troupes défendaient des positions préparées et protégées (Widerstandsnester ou WN).
Les troupes étaient donc dispersées en points de resistance défendus chacun par une section, d'une trentaine d'hommes.
Les effectifs de la division étaient de 17 000 hommes en 1943, mais elle fut sans cesse affaiblie par des transferts de troupes à l'est. Elle n'était plus évaluée qu'à 7 771 hommes au 1er mai 1944. Le personnel a une moyenne d'âge élevée, certains étaient malades ou convalescents, alors que d'autres étaient des étrangers, avec une volonté de se battre fort limitée.
La 716e division d'infanterie n'a eu aucune expérience du combat avant le Débarquement de Normandie.

## Histoire de la716edivisiond'infanterie au combat
La division était initialement déployée sur un front de 50 km de littoral, de l'estuaire de l'Orne à Grandcamp.
La 352e division d'infanterie la relève sur le secteur ouest du Bessin, et conserve le contrôle des Ier et IIIe bataillon du 726e régiment d'infanterie d'Omaha Beach à l'estuaire de la Vire, ainsi que du IIIe groupe de batteries du 1716e régiment d'artillerie à Grandcamp-Maisy.
La division est employée au renforcement des défenses côtières à partir de la fin de l'année 1943.

### Le débarquement de Normandie
La 716e division d'infanterie fut la force principale rencontrée par les Alliés le 6 juin 1944. En effet, dès l'aube du 6 juin, la totalité des régiments de la division sont engagés, avec d'ouest en est :
- Omaha Beach : 3 compagnies dans les blockhaus côtiers et 1 en soutien
- Gold Beach : 3 compagnies dans les blockhaus côtiers et 4 en réserve de corps d'armée, plus 4 compagnies russes soit 11 compagnies à proximité de Gold Beach
- Juno Beach : 3 compagnies dans les blockhaus côtiers et 1 compagnie cycliste en réserve
- Sword Beach : 3 compagnies dans les blockhaus côtiers

Totalement dispersée sur le littoral normand, la division allemande n'a jamais été en mesure de menacer les zones de débarquement alliées.

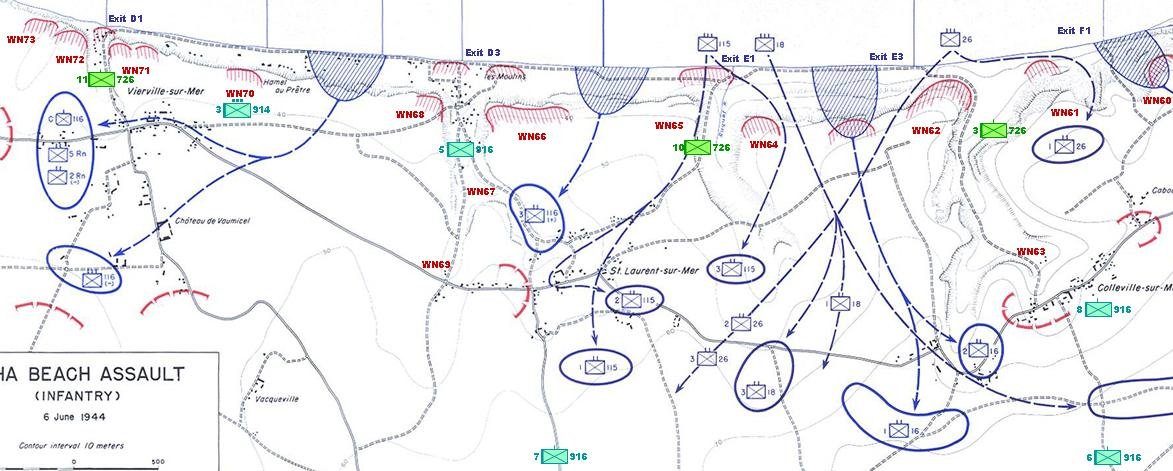
Carte de position des compagnies des DI (vert) et DI (bleu) à Omaha Beach le 6 juin 1944.

Même si une forte résistance a été rencontrée initialement à Omaha Beach, avec le soutien d'éléments de la 352e division d'infanterie, les contre-attaques allemandes furent toutes brisées par l'aviation et surtout par l'artillerie de marine.
Retranchés dans des positions aménagées bien conçues, les soldats de la division infligent les pertes les plus importantes des cinq secteurs.
Mais inexorablement, toutes les positions défensives de la plage sont capturées les unes après les autres.
À Juno Beach, la densité de troupes est un peu plus forte qu'ailleurs.
Surtout, les bombardements préparatifs ont échoué, et la synchronisation bombardements/assauts a été mauvaise, laissant le temps aux défenseurs allemands de se reprendre. Aussi, les unités de la 3e division canadienne enregistrent-elles un taux de pertes sensiblement équivalent aux américains d'Omaha Beach.
Les faibles capacités de l'unité se révélèrent surtout à Gold Beach. La plage céda en très peu de temps à l'assaut, lequel fut secondé par les bombardements les plus efficaces de la journée. La conséquence fut l'ouverture d'une brèche vers Bayeux.
L'incident inquiéta suffisamment le commandement allemand de la 352e DI pour qu'une contre-attaque opérationnelle soit mise sur pied dans l'après-midi du 6 juin.
Celle-ci se solda par un échec cuisant pour les Allemands, occasionnant la perte quasi totale du groupement tactique (Kampfgruppe) Meyer.
Dans une moindre mesure, la résistance allemande se révéla inefficace à Sword Beach, ses maigres forces étant incapables d'empêcher la jonction entre la 3e division d'infanterie britannique et la 6e division aéroportée.
À noter que les témoins signalèrent la bonne tenue de plusieurs compagnies de supplétifs russes, notamment le 441e bataillon à Juno Beach, contre toute attente.

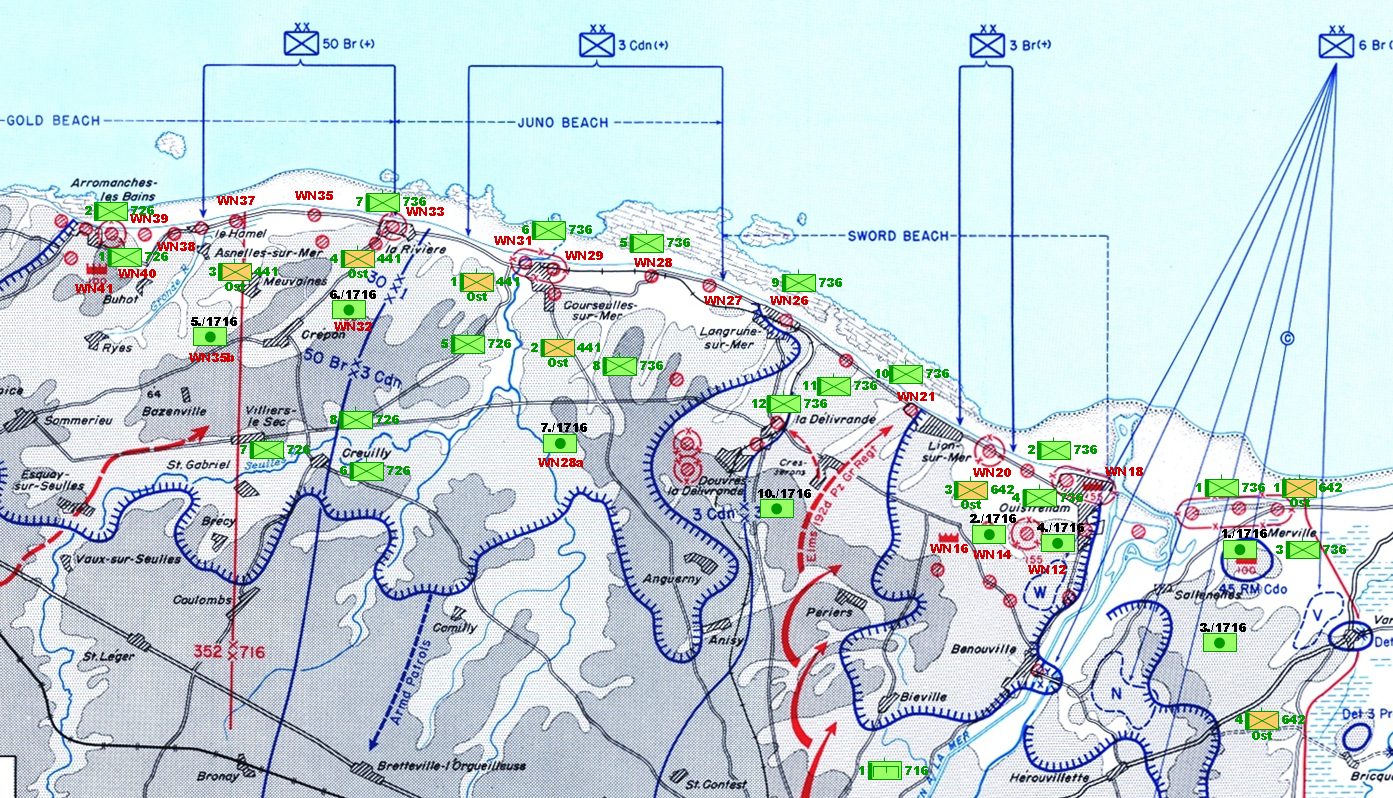
Carte de position des compagnies et batteries de la d'infanterie dans le secteur anglo-canadien le 6 juin 1944

Très rapidement débordé, le général Richter fait appel à la 21e division blindée, en réserve autour de Caen. Jusqu'en milieu de matinée, le commandement allemand est surtout inquiété par les parachutistes largués à l'est de l'Orne.
Mais cet appui ne lui est pas donné, principalement du fait d'absence d'ordres du haut commandement de la Wehrmacht.
Finalement, les panzer contre-attaquent en fin d'après-midi dans un couloir entre Juno Beach et Sword Beach, et atteignent la mer.
Mais dès la fin de soirée du 6 juin, les chars refluent pour se concentrer autour de Caen. La 716e division d'infanterie perd son appui et commence à retraiter vers le sud, par petits groupes, pendant la nuit.
Le bilan de la journée du Jour J est sans nuances, puisque partout, la 716e DI a été battue, subissant des pertes très élevées.
On considère généralement que les pertes du premier jour se situèrent près de 3 000 hommes, soit près de 50 % des effectifs initiaux.

### La716edivisiond'infanterie dans la Bataille de Normandie

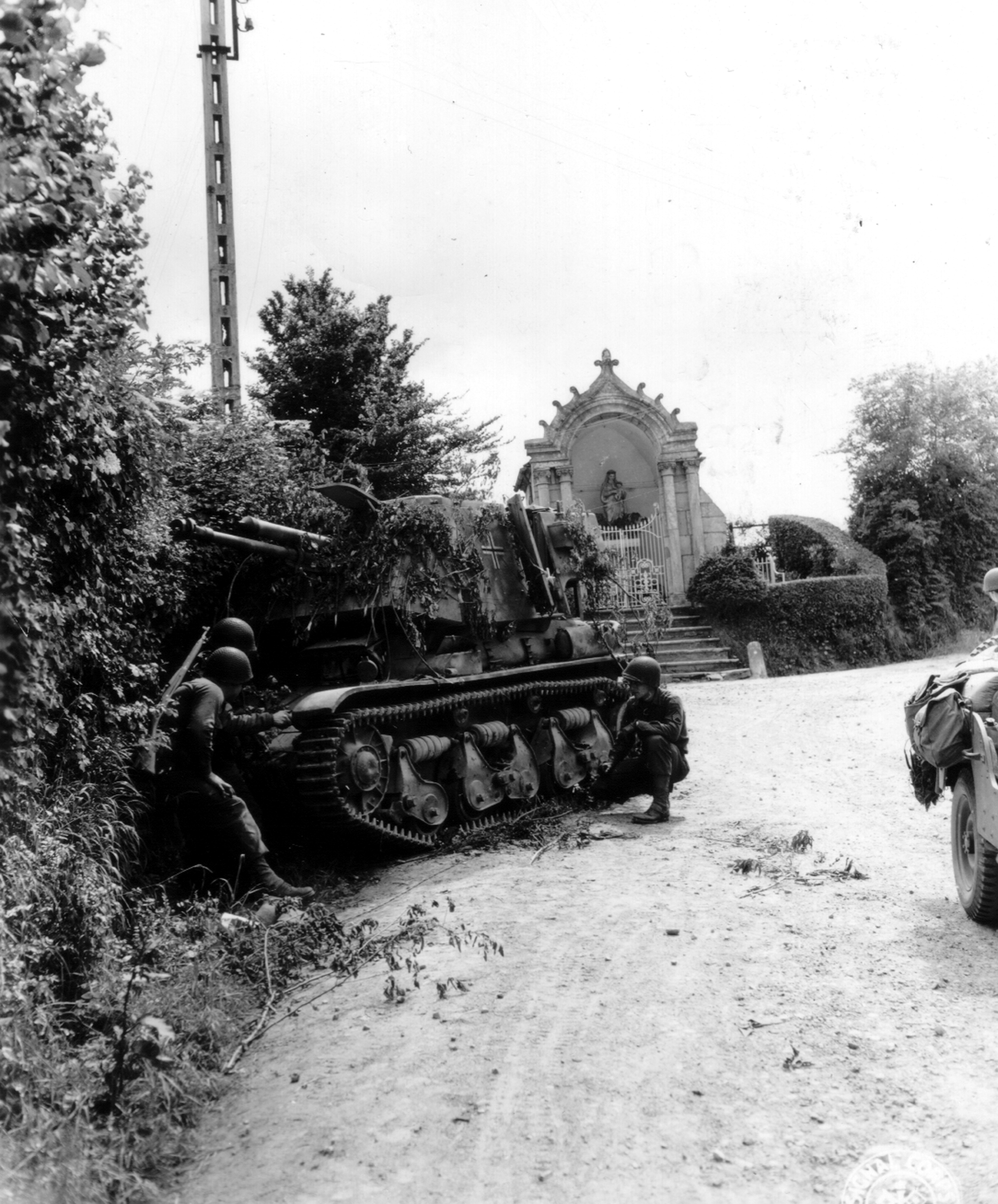
à l'est de Littry ; un 4.7 cm Pak (t) Panzer- Kampfwagen 35 R (f) a été abandonné. C'est un canon antichar tchèque monté sur châssis de char français Renault R35, un incroyable " bricolage " réalisé par les techniciens du Major allemand Becker sur des chars français récupérés après la campagne de France. Il appartenait à la Schnelle-Abteilung 517 de la 716.ID ; cette photo a été prise par le 20 juin 1944.

La division, qui était très faible le 6 juin 1944, fut très rapidement usée (sur environ 4 000 hommes, elle eut 860 tués, 1 270 disparus ou prisonnier et 520 blessés, elle dut battre en retraite voyant que la plage était perdue). La décision fut prise, dès le 15 juin 1944, de la retirer du front, et de l'envoyer dans le sud de la France. Elle était destinée à la 1re armée allemande.
Le 23 juin, une concentration de force de la 716e DI existait autour du Mans.
Mais les organigrammes allemands du 29 juin attestaient toujours de la présence des unités suivantes, rattachées à d'autres divisions :
- 711e division d'infanterie : 300 hommes aux 1re et 3e Cie du 736e RI plus et 1re et 3e batteries du 1716e RA ;
- 346e division d'infanterie : 250 hommes des restes du 642e bataillon de volontaires de l'est et du 716e bataillon du génie ;
- 21e division blindée : 750 hommes des groupements tactiques (Kampfgruppe) Koch et Roth, restes du IIIe bataillon du 736e RI ;
- 352e division d'infanterie : 400 hommes rescapés du 439e bataillon de volontaires de l'est et du IIIe groupe de batteries du 1716e RA.

Les pertes de la division en Normandie sont évaluées à 6 300 hommes.
La 716e DI fut effectivement évacuée du front de Normandie entre le 1er et le 20 juillet 1944.

### La fin de la guerre
La 716e division d'infanterie fut transférée sur la Côte d'Azur, sous l'autorité de la 19e armée allemande.
En août 1944, elle était forte de 7 400 hommes.
Elle combattit ensuite dans la vallée du Rhône et en Alsace, lors de la bataille de la poche de Colmar (janvier-février 1945), où elle fut totalement détruite.
Reformée le 14 avril 1945, la division, réduite à la taille d'un Kampfgruppe, est capturé par les forces américaines à Kempten à la fin de la guerre.

## Composition de la716edivisiond'infanterie
La division comprend deux régiments d'infanterie à trois bataillons, renforcés par trois bataillons de volontaires de l'est (Osttruppen), un régiment d'artillerie et des unités de complément.
Elle ne dispose pas de bataillon de remplacement (Feldersatzabteilung).
État Major
Commandant de la division : général Karl-Wilhelm Richter (1892-1971)

Chef d'état-major : Commandant Karl Bacchus
Infanterie
- 726e Régiment de Grenadiers

PC – Château de Sully, banlieue NO de Bayeux 

Chef : Colonel (Oberst) Walter Korfes 

| Ier Bataillon PC – Bayeux | Type     | Position                           | Armement                      |
| ------------------------- | -------- | ---------------------------------- | ----------------------------- |
| 1re Cie                   | cycliste | Arromanches (Gold Beach)           | 12 mitrailleuses - 2 Mortiers |
| 2e Cie                    | Statique | Arromanches-les-Bains (Gold Beach) | 12 mitrailleuses - 2 Mortiers |
| 3e Cie                    | Statique | Colleville-sur-Mer (Omaha Beach)   | 12 mitrailleuses - 2 Mortiers |
| 4e Cie                    | Statique | Port-en-Bessin                     | 12 mitrailleuses - 2 Mortiers |

Le bataillon est tactiquement rattaché à la 352e division d'infanterie.
| IIe Bataillon PC – Bazenville | Type     | Position                          | Armement                      |
| ----------------------------- | -------- | --------------------------------- | ----------------------------- |
| 5e Cie                        | Statique | Sainte-Croix-sur-Mer (Juno Beach) | 12 mitrailleuses - 2 Mortiers |
| 6e Cie                        | Statique | Colombiers (Juno Beach)           | 12 mitrailleuses - 2 Mortiers |
| 7e Cie                        | Statique | Villiers-le-Sec (Juno Beach)      | 12 mitrailleuses - 2 Mortiers |
| 8e Cie                        | Statique | Tierceville                       | 12 mitrailleuses - 2 Mortiers |

en réserve du LXXXIVe corps d'armée à six kilomètres en arrière de Gold Beach
| IIIe Bataillon PC – Jucoville | Type     | Position                            | Armement                      |
| ----------------------------- | -------- | ----------------------------------- | ----------------------------- |
| 9e Cie                        | cycliste | Englesqueville (Omaha Beach)        | 12 mitrailleuses - 2 Mortiers |
| 10e Cie                       | Statique | Saint-Laurent-sur-Mer (Omaha Beach) | 12 mitrailleuses - 2 Mortiers |
| 11e Cie                       | Statique | Vierville-sur-Mer (Omaha Beach)     | 12 mitrailleuses - 2 Mortiers |
| 12e Cie                       | Statique | Grandcamp-Maisy                     | 12 mitrailleuses - 2 Mortiers |

Le bataillon est tactiquement rattaché à la 352e division d'infanterie.
- 736e Régiment de Grenadiers

PC – Colleville-sur-Orne (WN17) 

Chef : Colonel (Oberst) Ludwig Krug

| Ier Bataillon PC – Bayeux | Type     | Position                              | Armement                      |
| ------------------------- | -------- | ------------------------------------- | ----------------------------- |
| 1re Cie                   | Statique | Franceville (à l'est de l'Orne)       | 12 mitraililuses - 2 Mortiers |
| 2e Cie                    | Statique | STp 02 à Riva Bella (Sword Beach)     | 12 mitrailleuses - 2 Mortiers |
| 3e Cie                    | Cycliste | Franceville (à l'est de l'Orne)       | 12 mitrailleuses - 2 Mortiers |
| 4e Cie                    | Statique | en réserve à Ouistreham (Sword Beach) | 12 mitrailleuses - 2 Mortiers |

| IIe Bataillon PC – Tailleville | Type     | Position                                     | Armement                      |
| ------------------------------ | -------- | -------------------------------------------- | ----------------------------- |
| 5e Cie                         | Statique | Bernières-sur-Mer (Juno Beach)               | 12 mitrailleuses - 2 Mortiers |
| 6e Cie                         | Statique | Courseulles-sur-Mer (Juno Beach)             | 12 mitrailleuses - 2 Mortiers |
| 7e Cie                         | Statique | La Rivière-Saint-Sauveur (Gold Beach)        | 12 mitrailleuses - 2 Mortiers |
| 8e Cie                         | Cycliste | Tailleville en réserve derrière (Juno Beach) | 12 mitrailleuses - 2 Mortiers |

| IIIe Bataillon PC – Cresserons | Type     | Position                      | Armement                      |
| ------------------------------ | -------- | ----------------------------- | ----------------------------- |
| 9e Cie                         | Statique | Langrune-sur-Mer (Juno Beach) | 12 mitrailleuses - 2 Mortiers |
| 10e Cie                        | Statique | Lion-sur-Mer (Sword Beach)    | 12 mitrailleuses - 2 Mortiers |
| 11e Cie                        | Cycliste | en arrière de Luc-sur-Mer     | 12 mitrailleuses - 2 Mortiers |
| 12e Cie                        | Statique | Douvres-la-Délivrande         | 12 mitrailleuses - 2 Mortiers |

Bataillons de volontaires de l'Est
Ces unités, de très faible valeur combative étaient composées d'environ 400 hommes chacune.
| 439e Bataillon Ost PC – Isigny-sur-Mer | Type     | Armement                      |
| -------------------------------------- | -------- | ----------------------------- |
| 1re Cie                                | Statique | 11 mitrailleuses - 2 Mortiers |
| 2e Cie                                 | Statique | 11 mitrailleuses - 2 Mortiers |
| 3e Cie                                 | Statique | 11 mitrailleuses - 2 Mortiers |
| 4e Cie                                 | Statique | 12 mitrailleuses - 3 Mortiers |

Le bataillon est tactiquement rattaché à la 352e division d'infanterie.

Il est positionné pour partie dans l'isthme de Carentan et à l'est d'Isigny-sur-Mer, 
dans le secteur du 914e régiment d'infanterie.

| 441e Bataillon Ost PC – La Rivière | Type     | Armement                     |
| ---------------------------------- | -------- | ---------------------------- |
| 1re Cie                            | Statique | 7 mitrailleuses - 2 Mortiers |
| 2e Cie                             | Statique | 7 mitrailleuses - 2 Mortiers |
| 3e Cie                             | Statique | 7 mitrailleuses - 2 Mortiers |
| 4e Cie                             | Statique | 7 mitrailleuses - 2 Mortiers |

Le bataillon est tactiquement rattaché au 726e régiment d'infanterie.

Il est positionné en arrière du littoral, sur une ligne Courseulles - Arromanches

| 642e Bataillon Ost PC – Amfreville | Type     | Armement                      |
| ---------------------------------- | -------- | ----------------------------- |
| 1re Cie                            | Statique | 12 mitrailleuses - 2 Mortiers |
| 2e Cie                             | Statique | 12 mitrailleuses - 2 Mortiers |
| 3e Cie                             | Statique | 12 mitrailleuses - 2 Mortiers |
| 4e Cie                             | Statique | 12 mitrailleuses - 2 Mortiers |

Le bataillon est tactiquement rattaché au 736e régiment d'infanterie.

Il est positionné principalement à l'est de l'Orne dans le futur secteur 

de la 6e division parachutiste britannique 

Artillerie
Commandant : Lieutenant colonel (Oberstleutnant) Helmut Knupe.

Le régiment était à trois groupes de batteries avec en tout dix batteries.

Plus de la moitié était statique, c’est-à-dire installées dans des positions aménagées (encuvements ou casemates). 

Ces batteries statiques furent débordées le Jour J, et les canons sabotés. 

Il semble que seules trois batteries sur dix survécurent au 6 juin 1944.

| I/1716 AR PC – Colomby-sur-Thaon | Nombre     | Type                                             | Mobilité    | Position                                                         |
| -------------------------------- | ---------- | ------------------------------------------------ | ----------- | ---------------------------------------------------------------- |
| 1re batterie                     | 4 obusiers | 100 mm Lfh 14/19 (t) Tchèque                     | Statique    | batterie de Merville                                             |
| 2e batterie                      | 4 obusiers | 100 mm Lfh 14/19 (t) Tchèque                     | Statique    | Wn16 Colleville-Montgomery ouest                                 |
| 3e batterie                      | 4 obusiers | 75 mm Fk 16 n.A (en attente de pièces de 100 mm) | Hippomobile | Bréville (Est de l’Orne)                                         |
| 4e batterie                      | 4 obusiers | 155 mm sFH 414 (f) Français                      | Statique    | Wn12 Château d’eau à Ouistreham Position Daimler pour les Alliés |

| II/1716 AR PC – Crépon | Nombre     | Type                         | Mobilité    | Position                                            |
| ---------------------- | ---------- | ---------------------------- | ----------- | --------------------------------------------------- |
| 5e batterie            | 4 obusiers | 100 mm Lfh 14/19 (t) Tchèque | Hippomobile | Wn 35b ouest de Crépon                              |
| 6e batterie            | 4 obusiers | 100 mm Lfh 14/19 (t) Tchèque | Statique    | Wn 32 Batterie de Mare Fontaine près de Ver-sur-Mer |
| 7e batterie            | 4 obusiers | 100 mm Lfh 14/19 (t) Tchèque | Hippomobile | Wn28a Bény-sur-Mer                                  |

| III/1716 AR PC – Maisy | Nombre     | Type                         | Mobilité    | Position                      |
| ---------------------- | ---------- | ---------------------------- | ----------- | ----------------------------- |
| 8e batterie            | 4 obusiers | 100 mm Lfh 14/19 (t) Tchèque | Statique    | Wn 83 Maisy                   |
| 9e batterie            | 4 obusiers | 155 mm sFH 414 (f) Français  | Statique    | Wn 84 Maisy                   |
| 10e batterie           | 4 obusiers | 155 mm sFH 414 (f) Français  | Hippomobile | Graf Waldersee 4 km NE Bayeux |

Ce groupe est dans le secteur contrôlé depuis le mois de mai 1944 par la 352e division d'infanterie (sauf la 10e batterie).
Autres unités organiques
- 716e bataillon antichar (Panzerjäger Abteilung 716)

Cette unité disposait de trois compagnies.
- La 1re Cie consistait en 10 chasseurs de chars équipés de canon de 7,5 cm Pak40. Il semble que ces engins soient des véhicules "bricolés" à partir de châssis français de prise.
- La 2e Cie était composée de 11 pièces tractées, qui manquaient de camions. 2 pièces semblent avoir été des 8,8 cm Pak43/41 et 9 des 7,5 cm Pak40.
- La 3e Cie devait être équipée de pièces Flak de 2 cm, mais à la date du recensement, aucune pièce n'est disponible.
- 716 bataillon du génie

Ce bataillon ne dispose que de deux compagnies au moment du Débarquement.

## Organisation

### Commandants
| Date                                  | Grade           | Commandant       |
| ------------------------------------- | --------------- | ---------------- |
| 3 mai 1941 - 1er avril 1943           | Generalleutnant | Otto Matterstock |
| 1er avril 1943 - ? mai 1944           | Generalleutnant | Wilhelm Richter  |
| 1943 - 7 juin 1944                    | Colonel         | Ludwig Krug      |
| 10 juin 1944 - 14 août 1944           | Generalleutnant | Wilhelm Richter  |
| 14 août 1944 - 1er septembre 1944     | Generalmajor    | Otto Schiel      |
| 1er septembre 1944 - 7 septembre 1944 | Generalleutnant | Wilhelm Richter  |
| 7 septembre 1944 - 1er octobre 1944   | Generalmajor    | Ernst von Bauer  |
| 30 décembre 1944 - 18 janvier 1945    | Generalmajor    | Wolf Ewert       |

### Officier d'opérations (Ia)
| Date                                   | Grade               | Commandant               |
| -------------------------------------- | ------------------- | ------------------------ |
| Juin 1941 - Mai 1942                   | Oberstleutnant i.G. | Walter Dommasch          |
| Mai 1942 - Septembre 1942              | Major i.G.          | Rudolf Beelitz           |
| 1er septembre 1942 - 10 septembre 1943 | Major i.G.          | Erich Labrenz            |
| 10 septembre 1943 - 20 octobre 1943    | Major i.G.          | Joachim Brückner         |
| 25 octobre 1943 - 20 juin 1944         | Major i.G.          | Karl Bachus              |
| 20 juin 1944 - 1er janvier 1945        | Major i.G.          | Johannes Marahrens       |
| 1er janvier 1945 - 20 février 1945     | Major i.G.          | Hellmut Lexis            |
| 20 février 1945 - ? 1945               | Major i.G.          | Hans-Ludwig Kuhlenkampff |

## Affectations - Attachements
| Dates | Korps     | Armee     | Armeegrupp | Zone             |
| ----- | --------- | --------- | ---------- | ---------------- |
| 5.41  | Formation |           |            | WK VI            |
| 6.41  | XXXII     | 15. Armee | B          | Rouen            |
| 7.41  | LX        | 15. Armee | B          | Normandie        |
| 1.42  | XXXII     | 15. Armee | B          | Soissons         |
| 2.42  | XXXVII    | 15. Armee | B          | Belgique         |
| 4.42  | LX        | 15. Armee | B          | Belgique         |
| 6.42  | LXXXIV    | 7. Armee  | B          | Caen             |
| 1.43  | LXXXIV    | 7. Armee  | B          | Caen             |
| 1.44  | LXXXIV    | 7. Armee  | B          | Caen             |
| 5.44  | LXXXIV    | 7. Armee  | B          | Caen             |
| 6.44  | I. SS     | 7. Armee  | B          | Normandie        |
| 7.44  | z. Vfg.   | 7. Armee  | B          | Normandie        |
| 8.44  | IV. Lw.   | 19. Armee | G          | Sud de la France |
| 9.44  | LXIV      | 19. Armee | G          | Elsaß            |
| 1.45  | LXIV      | 19. Armee | G          | Elsaß            |
| 4.45  | LXIV      | 19. Armee | D          | Schwaben         |

## Ordre de batailles
1941
- Infanterie-Regiment 726
- Infanterie-Regiment 736
- Artillerie-Abteilung 656
- Pionier-Kompanie 716
- Nachrichten-Kompanie 716
- Versorgungstruppen 716

Juin 1944
- Grenadier-Regiment 726 (Ost-Bataillon 439 assigné comme IV. Bataillon)
- Grenadier-Regiment 736 (Ost-Bataillon 642 assigné comme IV. Bataillon)
- Artillerie-Regiment 1716
- Panzerjäger-Kompanie 716
- Pionier-Bataillon 716
- Nachrichten-Abteilung 716
- Versorgungstruppen 716

Novembre 1944
- Grenadier-Regiment 706
- Grenadier-Regiment 726
- Grenadier-Regiment 736
- Artillerie-Regiment 1716
- Divisions-Füsilier-Bataillon 716
- Panzerjäger-Abteilung 716
- Pionier-Bataillon 716
- Nachrichten-Abteilung 716
- Versorgungstruppen 716